# قائمة الأفلام المصرية سنة 1988
هذه قائمة بالأفلام المصرية لعام 1988 مرتبة أبجديا

## 1988
- أحلام هند وكاميليا
- الأسطي المدير
- أرملة رجل حي
- إغتيال مدرسة
- ملابس الحداد الحمراء
- التحدي
- الدرجة الثالثة
- الحب أيضا يموت
- أيام الرعب
- المتمرد
- آسف للإزعاج
- بطل من ورق
- حالة تلبس
- رجل ضد القانون
- زمن حاتم زهران
- طير في السما
- عاد لينتقم
- عنبر الموت
- غرام الأفاعي
- ليلة القبض على بكيزة وزغلول
- مخالب امرأة
- يوم مر ويوم حلو